# 王志元
王志元（18世纪？—1842年），四川省成都府華陽縣（今四川省成都市）人，清朝軍事將領，武探花。
嘉慶二十二年（1817年），登武進士一甲第三名，授二等侍衛。道光二年，揀發貴州以遊撃用。道光五年，任安義鎮標右營遊擊。道光十年，授畢赤營遊撃。道光十五年，升長寨營參將。道光十八年，任貴州撫標中軍參將，賞戴花翎。道光二十年，升銅仁協副將。道光二十年，再升江南徐州鎮總兵。